# 旭川競馬場

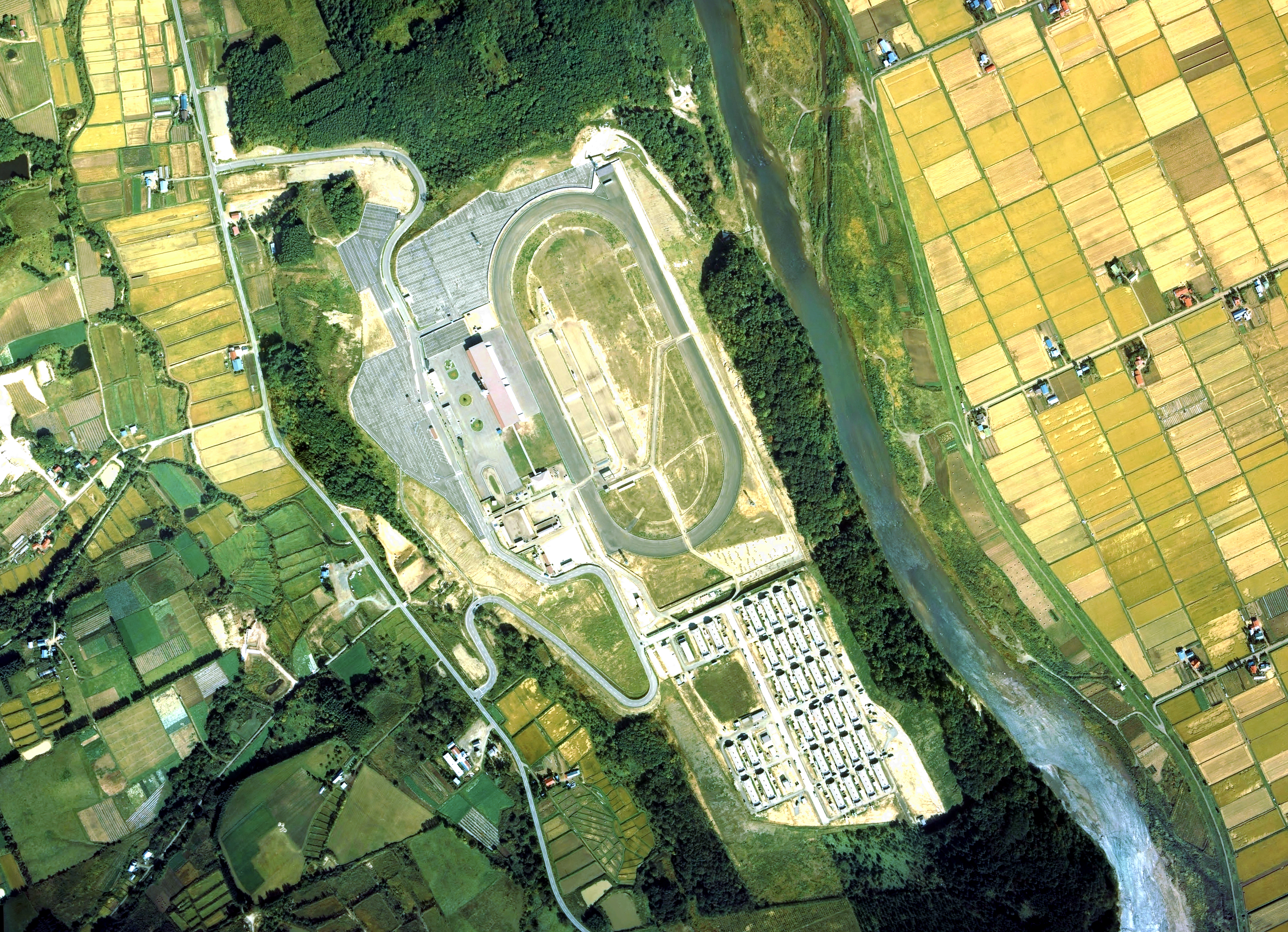
旭川競馬場付近の空中写真。東側を南北方向に流れる川は美瑛川である。1977年撮影の3枚を合成作成。

旭川競馬場（あさひかわけいばじょう）は、北海道旭川市にあった地方競馬の競馬場。

## 競馬場概要
- 所在地（休止時）：旭川市神居町上雨紛500
- 上記所在地での開設：1975年9月5日

明治時代末期に旭川市近文町で開設した競馬場は1965年に花咲町へ移転したが、施設の老朽化と花咲スポーツ公園の大規模改修に伴い、1975年より神居町に移転した。
1994年7月26日より、ホッカイドウ競馬の開催においてナイター競走（旭川ナイトレース）が開始された。
従来より旭川と同様にホッカイドウ競馬（平地競走）とばんえい競馬を併催していた岩見沢競馬場と帯広競馬場が1997年度をもってホッカイドウ競馬の開催を終了したため、1998年度から2006年度までは全国で唯一の平地とばんえいを併催した競馬場であった。
2006年度をもって、旭川市がばんえい競馬の開催から撤退（旭川競馬場での最終開催は6月12日）。これにより、平地とばんえいを併催する競馬場は消滅した。さらにホッカイドウ競馬も旭川競馬場からの撤退を表明、2008年10月16日の開催（最後のレースは第11回エーデルワイス賞）をもって旭川競馬場での競馬開催は消滅した。
施設所有者はJA上川生産農業協同組合連合会（上川生産連）で、ホッカイドウ競馬・ばんえい競馬ともに施設を賃借して競馬を開催していた。

## 跡地利用
競馬場としての使用を終了した後も、クロスカントリースキー競技会「バーサーロペットジャパン」のメイン会場や農業機械の展示即売会場としても使用されていたが、2009年末ごろにスタンドなどの施設がすべて解体された。
その後は、企業・官公庁向けデータセンターや大規模太陽光発電所（メガソーラー）の誘致が検討されていたものの、いずれも実現せず更地のままとなっていたが、2014年10月28日に横浜ゴムが土地を保有する上川生産農業協同組合連合会との間で跡地と隣接地の一部を約4億円で買い取る契約を締結した。土地取得後は2015年度から冬季用タイヤの性能などを確認するテストコースとして利用する方針。
2015年12月に冬用タイヤテストコース「北海道タイヤテストセンター（Tire Test Center of Hokkaido＝TTCH）」が完成し、2016年1月20日に開所式が行われた。同テストコースでは氷点下の気温が安定的に続く毎年12月末から翌年2月末までの厳冬期に冬用タイヤのテストを行い、春から秋にかけては夏用タイヤのテストにも活用する計画である。
2023年1月、冬用タイヤの氷上旋回性能をテストする屋内氷盤旋回試験場を開設した。

## コース概要
ここでは休止直前の概要について記述する。

### 平地走路
- 右回りダートコース
- 1周1300m、直線262m（フルゲート14頭）
- 距離設定：900m、1000m、1400m、1500m、1600m、2100m、2300m
- スパイラルカーブを採用していた。

### ばんえい走路
- 全長：直線200m、セパレートコース[11]
- 第1障害：高さ1.0m　長さ7m[11]
- 第2障害：高さ1.6m、長さ17m[11]
- スタート - 第1障害間44.5m、第1障害 - 第2障害間58m、第2障害 - ゴール間73.5m[11]
- 勾配のない平坦コース。[11]
- 砂の粒子が粗く、第2障害からゴールまでの距離も長いため、パワーとスタミナを要求されるコースであった[11]。

## レコードタイム
ここでは、2008年まで開催していたホッカイドウ競馬で記録されたサラ系の競走におけるレコードタイムを記載する。
なお、ばんえい競馬はレコードタイム制度を採用していない。
3歳以上における2000年以前の記録は、旧馬齢表記で記載。
参考資料：Record Time Room

### 2歳
| 距離  | タイム | 競走馬             | 性別 | 斤量 | 騎手     | 記録年月日     |
| ----- | ------ | ------------------ | ---- | ---- | -------- | -------------- |
| 900m  | 0:55.2 | サザンシスター     | 牝   | 53kg | 森島重信 | 1980年7月20日  |
| 1000m | 0:59.9 | オリオンザサンクス | 牡   | 54kg | 渋谷裕喜 | 1998年9月23日  |
| 1400m | 1:29.8 | マサノチャーミング | 牝   | 55kg | 藤倉寛幸 | 1994年8月31日  |
| 1500m | 1:36.5 | シャーディーナイス | 牡   | 54kg | 宮崎光行 | 2001年8月29日  |
| 1600m | 1:43.1 | パラダイスフラワー | 牝   | 54kg | 小林俊彦 | 2006年10月12日 |

### 3歳以上
| 距離  | タイム | 競走馬           | 性齢 | 斤量 | 騎手       | 記録年月日    |
| ----- | ------ | ---------------- | ---- | ---- | ---------- | ------------- |
| 1000m | 0:59.0 | ラブストレングス | 牡4  | 57kg | 五十嵐冬樹 | 2008年10月7日 |
| 1400m | 1:28.2 | クラシャトル     | 牝4  | 55kg | 小野望     | 1994年8月18日 |
| 1500m | 1:33.7 | サンマルアンサー | 牝5  | 55kg | 佐々木国明 | 2006年7月19日 |
| 1600m | 1:38.5 | ジンクライシス   | 牡5  | 57kg | 山口竜一   | 2006年7月20日 |
| 2100m | 2:15.5 | ホウエイコスモス | 牡10 | 56kg | 五十嵐冬樹 | 2000年7月6日  |
| 2300m | 2:28.0 | ライブリマウント | 牡5  | 56kg | 石橋守     | 1995年8月16日 |